# مارسيلو هنمان
مارسيلو هنمان مواليد 11 مارس 1962 في البرازيل، هو لاعب كرة مضرب برازيلي سابق بدأ مسيرته كمحترف سنة 1983 وكان يلعب باليد اليمنى. أعلى تصنيف له في الفردي كان المركز الـ 149 في سنة 1985. أعلى تصنيف له في الزوجي كان المركز الـ 200 في سنة 1989.

## روابط خارجية
- مارسيلو هنمان على موقع رابطة محترفي التنس (الإنجليزية)
- مارسيلو هنمان على موقع الاتحاد الدولي لكرة المضرب (الإنجليزية)
- مارسيلو هنمان على موقع خلاصة التنس.كوم (الإنجليزية)